# Craw Ridge
Craw Ridge är en bergstopp i Antarktis. Den ligger i Östantarktis. Nya Zeeland gör anspråk på området. Toppen på Craw Ridge är 1 575 meter över havet, eller 128 meter över den omgivande terrängen. Bredden vid basen är 1,3 km.
Terrängen runt Craw Ridge är varierad, och sluttar österut. Trakten är obefolkad. Det finns inga samhällen i närheten.